# Поднестровский диалект украинского языка
Поднестро́вский диале́кт (укр. наддністрянський говір) украинского языка, также опо́льский диале́кт (укр. опільський говір), га́лицкий диале́кт (укр. галицький говір) — один из архаичных диалектов галицко-буковинской группы юго-западного наречия украинского языка. Распространён в верховьях Днестра (во Львовской, Ивано-Франковской и Тернопольской областях), некоторые опольские говоры встречаются также на территории современной Польши.
Ареал в значительной степени совпадает с исторической территорией Восточной Галиции. Граница его проходит приблизительно по линии городов Хыров — Болехов — Долина — Перегинское — Тлумач — Залещики — Скала-Подольская — Тернополь — Золочев — Рава-Русская — Яворов — Мостиска — Хыров. Область распространения диалекта граничит с ареалами посанского (надсанского) диалекта на западе, бойковского, гуцульского и покутско-буковинского на юге, подольского на востоке и южно-волынского на севере.
Украинские диалектологи подчёркивают, что поднестровский оказал значительное влияние на соседние диалекты. В частности, Михал Лесёв отмечает, что «поднестровские говоры, называемые иногда опольскими, составляют главный, центральный массив юго-западного наречия украинского языка». Поднестровский диалект лёг в основу юго-западного (галицкого) варианта украинского литературного языка, его черты широко отражены в языке художественной литературы и в произведениях фольклора.

## Ареал и границы
Ареал поднестровского диалекта (с учётом переходных говоров) с точки зрения административно-территориального деления Украины составляют:
- четырнадцать районов Львовской области:
  - Жолковский, Жидачовский, Золочевский, Перемышлянский район, Городокский, Пустомытовский, Николаевский, Стрыйский, юг Сокальского и Каменка-Бугского районов, запад Бусского района, север Самборского района, северо-восток Дрогобычского района, восток Яворовского района;
- четырнадцать районов Тернопольской области:
  - Чортковский, Борщёвский, Бережанский, Козовский, Подгаецкий, Тернопольский, Теребовлянский, Гусятинский, Монастырисский, Бучачский, Залещицкий, юг Зборовского, Збаражского и Подволочисского районов;
- девять районов Ивано-Франковской области:
  - Рогатинский, Галичский, Калушский, Тлумачский, Тысменицкий, север Долинского, Рожнятовского, Богородчанского и Надворнянского районов.

Кроме того, поднестровский диалект распространён также на территории нескольких повятов Польши. Полоса распространения поднестровского диалекта, которая врезается в языковую территорию польского языка, расположена примерно от реки Смолинки на юге до реки Речицы на севере. Границы между поднестровским и посанским диалектами на севере и на западе и с волынским на севере довольно нечёткие. Территория северо-западной части Подкарпатского воеводства (окрестности Горинца, Чешанова, Верхраты, Нароля) и юго-западная часть Люблинского воеводства (окрестности Корнев, Гребенного, Любыча, Белжца и территории к юго-западу от Томашув-Любельского, в том числе окрестности Вербицы, Махнова вплоть до реки Речицы) — южная граница ареала поднестровского диалекта на территории современной Польши. Таким образом, к сфере его распространения относятся сёла, находящиеся в современных гминах Горинец, Чешанов и Нароль Подкарпатского воеводства, а также на территории гмин Любыча-Крулевска, Ярчув и частично Вилькув Люблинского воеводства.

### Границы с посанским диалектом
Изоглоссы второго тома «Атласа украинского языка» свидетельствуют о том, что на западе условная линия границы ареала поднестровского диалекта проходит через населённые пункты Немиров — Яворов — Мостиска — Добромиль и отделяет его от посанского диалекта.
Поднестровский диалект разграничивается с посанским изоглоссами (первыми при сопоставлении даются признаки поднестровского диалекта, вторыми — посанского):
- гласный звук на месте древнего ы после губных согласных: и (бик, миш, ви, ми) — ы, что сохраняет произношение, отличное от и (бык, мыш, вы, мы) и и (бик, миш, ви, ми)[6];
- произношение корневого гласного в глагольных формах было: була — была и била[6];
- произношение звукосочетания ги: гинути, вороги, плуги — гінути, ворогі, плугі[7];
- гласные звуки о или е после шипящих согласных: шестий, вчера — шостий, вчора[8];
- фонетическое строение существительного парень: парубок — парібок;
- фонетическое строение существительного брови: брови — бриви;
- фонетическое строение существительного воротник: комнір — комір;
- фонетическое строение слов звон, звонкий: дзвін, дзвінкий — звін, звінкий;
- фонетическое строение глагольных форм цветёт: цвите — квітне и квіне (о зерне);
- форма творительного падежа единственного числа имён существительных и местоимений женского рода: головою, землею, солею, тою, нею и головов, землев, солев, тов, нев — головом, землем, солем, том, нем;
- форма дательного падежа единственного числа имён существительных IV склонения с суффиксом -ат- (-ят-): лошєту, телєту и лошєтю, телєтю — лошаті, теляті;
- форма именительного падежа множественного числа имён существительных II склонения мужского рода с основой на согласные к, х: вовки, парубки, співаки, пастухи — вовкі, парубкі, співакі, пастухі;
- форма именительного падежа единственного числа имён прилагательных среднего рода: богате, довге — богатоє, довгоє;
- форма именительного падежа множественного числа имён прилагательных: добрі, файні — добриї, файниї;
- форма именительного падежа множественного числа притяжательных прилагательных: материні, батькові — материни, батькови;
- частица пусть: най и ней — няй и ней;
- употребление слов, применяемых для обозначения:
  - обечайки в сите: обичайка — каблук и облук;
  - жерди у воза: рубель — павус[9];
  - весны: весна — яр;
  - радуги: дуга и веселка — смуга[10];
  - кваканья: райкают и рихкают — рехкают[11].

### Границы с бойковским диалектом
Граница между поднестровским и бойковским диалектами проходит несколько южнее условной линии, которую можно провести через следующие населённые пункты: Добромиль — Старый Самбор — Борислав — Болехов — Долина — Надворная.
Поднестровский диалект разграничивается с бойковским изоглоссами (первыми при сопоставлении даются признаки поднестровского диалекта, вторыми — бойковского):
- произношение гласного звука на месте древнего ятя под ударением после губных согласных: вира, звир і вєра, звєр — віра, звір;
- наличие протетического гласного в глаголе ржать: ржати и иржати — иржати[13];
- гласный звук на месте древнего ударного носового ę после переднеязычных согласных: вз'єти, дєкувати, тєшко и взьити, дьикувати, тьишко — взяти, дякувати, тяшко[14];
- гласный звук на месте древнего безударного носового ę после переднеязычных согласных: десіть, місіць — десять, місяць[15];
- гласный звук на месте древнего ударного носового ę после шипящих: щістє, щєстє і щістє — щастя[16];
- гласный звук на месте древнего носового ę после согласного р: запрєжу и запрьижу — запряжу[17];
- гласный звук на месте древнего безударного носового ę в существительном память: памніть, пам'єть, памнєть и памнить, памньить — памнять, пам'ять;
- гласный звук на месте древнего безударного носового ę в числительном девять: дев'їть — дев'ять;
- гласный звук на месте древнего носового ę в конце слова под ударением: ягнє и ягньи — ягня;
- гласный звук на месте а в конечном открытом слоге после шипящих: сажі, сажє и сажьи — сажа;
- фонетическое строение существительного слеза: сльоза — слиза;
- твёрдый либо мягкий согласный р в конце слов: звір, косар, гончар, вівчар — звірь, косарь, гончарь, вівчарь;
- гласный звук в окончаниях именительного падежа единственного числа существительных и отсутствие мягкого знака в них: фасолі, фасолє и фасольи — фасоля;
- гласный звук в окончаниях именительного падежа единственного числа существительных среднего рода, таких как насіння: насіні, каміні, пірі, подвір'ї; насінє, камінє, пірє, подвірє и насіньи, каміньи, пірьи, подвірьи — насіня, каміня, піря, подвіря;
- формы именительного и дательного падежей существительного братья: браті и братьи — братя; братьом — братім;
- форма творительного падежа множественного числа существительного гость: гостєма и гостіма — го́стями и гостя́ми;
- форма именительного падежа числительного девяносто: дев'їдесєт и девідесєт — дев’ядесят и девядесят;
- форма первого лица, множественного числа глаголов настоящего времени: робим, ходим, несем и робимо, ходимо, несемо — робиме, ходиме, несеме и робимо, ходимо, несемо;
- частица ся: сі — ся;
- словосочетания типа выше отца: вищий від батька; вищий ніж батько и вищий як батько — вищий від батька;
- словосочетание идти домой: іти додому — іти домів и іти додому;
- употребление слов со значением:
  - жерди у воза: рубель — павус, паус и павз[9]
  - груди коня: перса, перста и грудниця — груди и грудниця[18];
  - ловить: ловити и лапати — їмати и ловити[19].

### Границы с гуцульским диалектом
Граница между поднестровским диалектом и гуцульскими говорами проходит приблизительно по линии Надворная — Коломыя. Ю. Г. Гошко, проводя границу между поднестровским и гуцульским диалектами, продолжает её от Перегинского через Надворную и далее до Коломыи. Поднестровский диалект от гуцульского отделяется следующими особенностями (первыми при сопоставлении даются признаки поднестровского диалекта, вторыми — гуцульского):
- гласный звук на месте древнего ятя в существительном ведро: видро — відро и видро[8];
- гласный звук на месте древнего е в существительном пепел: попіл — попил и попіл;
- форма первого лица, единственного числа глаголов настоящего времени II спряжения: хо'джу, буджу, си́джу и сиджу́ — хожу, бужу, си́жу и сижу́;
- форма первого лица, множественного числа глаголов настоящего времени II спряжения: ходим, робим и ходимо, робимо — ходимо, робимо;
- употребление слов со значением:
  - куска хлеба: окраєц и цілушка — окроєц[21];
  - ястреба: ястріб и яструб — половик и яструб[22];
  - восклицаний, которыми погоняют лошадей: а-куш — вйо[23];
  - восклицаний, которыми подзывают овец: бир-бир — тпр-тпр[24];
  - восклицаний, которыми подзывают свиней: куць-куць и кцьо-кцьо — цонь-цонь и цько-цько[25].

### Границы с подольским диалектом
На востоке поднестровский диалект граничит с подольским. Граница проходит по реке Збруч.
Поднестровский диалект от подольского отграничивается изоглоссами (первыми при сопоставлении даются признаки подольского диалекта, вторыми — поднестровского):
- гласный звук на месте древнего ятя в существительном ведро: відро — видро[8];
- наличие и отсутствие протетического гласного звука в глаголе ржать: іржати — ржати и іржати[13];
- гласные звуки о и е после шипящих согласных: шостий, вчора — шестий, вчера[8];
- гласные звуки на месте древнего носового ę в числительном десять: десять и десіть — десіть[15];
- гласные звуки на месте древнего носового ę в конечном слоге: ягня — ягнє;
- трансформация гласного а после мягких согласных в е и і: фасоля — фасоле и фасолі;
- фонетическое строение существительного гвоздь: цьвях — цьвих и цьвех;
- фонетическое строение существительного кочерга: коцюба и коцюба — кацюба;
- фонетическое строение существительного кукушка: зузуля и зазуля — зазулє и зазулі[28];
- фонетическое строение существительного золото: золото — злото и золото;
- фонетическое строение существительного войт: війт — віт;
- фонетическое строение глагола путешествовать: вандрувати — мандрувати;
- фонетическое строение существительного граната: граната — ґраната;
- фонетическое строение существительного гадюка: гадюка — гадюга (с взрывным вторым г) и гадюка;
- словообразовательное строение существительных — названий листьев картофеля, свеклы: картоплиня, бараболиня, бурачиня — бараболянка, бурачанка[29];
- форма творительного падежа множественного числа существительного гость: гістьми и гостями та гостями — гостема и гостіма;
- форма именительного падежа составных числительных: два з половиною, три з половиною — півтретя, півчверта;
- форма именительного падежа числительного девяносто: дев’яносто и девиносто — дев’ядесет, дев'їдесет, деведесєт;
- форма именительного падежа числительного двести: двісті и двіста — деїста;
- формы 1-го и 2-го лица единственного числа настоящего времени глагола лить: ляю, ляєш — лею, леєш;
- личные формы глаголов II спряжения настоящего времени с основой на губной согласный: люблять, ловлять — люб’ять, лов’ять;
- союз что: шо — же и шо;
- союз чтобы: шоб — жеби и жиби;
- распространение словосочетаний: взяв ножа, перекинув воза и взяв ніж, перекинув віз — взєв ніж, перекинув віз;
- распространение конструкций: у хлопця нема грошей — хлопец не має грошей и у хлопцє нема грошей;
- употребление слов, применяемых для обозначения:
  - постройки для домашнего скота: хлів и обора — стайне;
  - питья воды из кварты: кварта — горне и банячок;
  - скатерти: скатерка и обрус — обрус;
  - воза зерна или картофеля: бестарка — ґара;
  - радуги: радуга — дуга[10];
  - хозяйки: хазяйка и господиня — ґосподине і ґаздинє[30];
  - беременной женщины: бережена, груба и вагітна — груба и вагітна[31];
  - близорукого человека: близорукий и короткозорий — короткозорий[32];
  - ожидание (глагол «подождать»): почекати и підождати — зачекати[33];
  - начала болезни (глагол «заболеть»): занедужати и заслабнути — заслабнути;
  - кваканья: [лягушки] квакають — рахкают[11];
  - возгласов, которыми зовут лошадей: ксьов-ксьов и цонь-цонь — цісь-цьов[23].

### Границы с волынским диалектом
Волынский диалект от поднестровского (граница проходит по линии Белз—Великие Мосты—Буск—Золочев—Збараж до Збруча) отмежёвывается чертами:
- гласные звуки на месте древнего е в существительном мед: мед — мід[34];
- гласные звуки на месте древнего носового ę после согласного р: запряжу — запріжу и запрєжу[17];
- гласные звуки на месте древнего носового ę после губных согласных: пам’ять и памнять — памніть;
- начальные согласные звуки в глаголе путешествовать: мандрувати — вандрувати;
- начальные согласные в существительном фасоль: пасоля и квасоля — фасолі;
- фонетическое строение существительного ложка: ложка — лишка;
- фонетическое строение существительного войт: війт и вуйт — віт;
- фонетическое строение прилагательного разный: різний — ріжний;
- протетические согласные перед о: горати, горіх — ворати, воріх;
- твёрдость и мягкость согласного л в существительном мельник: мелник — мельник;
- мягкость и твёрдость согласного ц в существительном корыто: нецьки — нецки;
- форма творительного падежа единственного числа существительных І склонения мягкого подтипа: долонею и долоньою — долонев, долонем и долоньом;
- форма местного падежа существительных І склонения мягкого подтипа: у землі, на ріллі — у земли, на ріли;
- форма родительного падежа единственного числа существительных III склонения: солі, злості — соли, злости;
- форма дательного падежа единственного числа существительных II склонения мягкого подтипа: коневі, женцеві — коневи, женцеви;
- форма местного падежа единственного числа существительных II склонения с основой на -ц: у кінці, вінці — у кінци, вінци;
- форма дательного падежа единственного числа существительных V склонения с суффиксами -ат-, -ят-: лошаті, теляті — лошету, телєту и лошєтови, телєтови;
- форма творительного падежа единственного числа существительных IV склонения с суффиксами -ат-, -ят-: лошам, телям — лошетом, телєтом;
- форма именительного падежа числительного девяносто: дев’яносто и девиносто — дев’ядесєт и девідесєт;
- форма 2-го лица единственного числа настоящего времени глаголов дать, есть (в значении «принимать пищу»): даси, їси и дасиш, їсиш — дась, їсь и даш, їш;
- варианты союзов что, чтобы: шо — же и шо; шоб и шоби — жеб, жеби и шоб, шоби;
- варианты частицы ся: ся — сі, си, се;
- употребление словосочетаний: після обіду, війни и по обіді, війні — по обіді, війні;
- употребление словосочетаний вроде взяти ножа: взяв ножа — взєв ніж;
- употребление слов:
  - чердак: гора — стрих;
  - кусок: кусок — кавалок и кавальчик[35];
  - цыплёнок: курча — курі, курітко[36];
  - дятел: дятел — довбач[37];
  - дядя: дядько — вуйко[38];
  - яблоко: яблуко — япко;
  - беречь: берегти — пильнувати[39];
  - настежь: навстіж и навстежень — нардствір.

## Генезис поднестровского диалекта
По своему месту и значению в системе диалектов юго-западного наречия поднестровский является основным, имеющим наибольшую территорию распространения и наиболее сильное влияние. Он оказал воздействие на соседние бойковские, посанские, волынские и буковинские говоры.
Относительно происхождения поднестровского диалекта в украинской диалектологии существуют различные гипотезы, однако специальные исследования не проводились. Согласно одному из распространённых мнений о генезисе диалекта, его ареал — это территория, которая когда-то была заселена дулебами; поднестровский исторически связан с диалектом данного племенного союза.
Иного мнения придерживался Гавриил Шило: «…сравнение поднестровских говоров с подольскими наводит… на мысль, что предками как подолян, так и поднестровцев… были уличи. Племенной диалект уличей лёг… в основу и подольских, и поднестровских говоров». Это подтверждают и летописные свидетельства: «По Днѣстру, присѣдяху к Дунаеви… оли до моря…» (Лаврентьевская летопись); «по Бугу и по Днѣепру и присѣдяху к Дунаеви… оли до моря» (Ипатьевская летопись) — жило племя уличей. Новгородская первая летопись младшего извода рассказывает о переселении уличей: «и бѣша сѣдяще Углицѣ по Днѣпру вънизь…».
По мнению учёных, территория северного Прикарпатья в доисторические времена была населена белыми хорватами. Это племя контролировало территорию от Западного Буга и верховьев Прута и Сирета на востоке до реки Нисы и верховьев Лабы. Бронислав Кобылянский отмечает: «…многочисленные южнорусские племена уличей и тиверцев жили до конца X века между Днестром и Прутом и Днестром и Южным Бугом вплоть до Чёрного моря и устья Дуная. На севере они граничили с прикарпатскими хорватами и дулебами». В «Истории Украинской ССР» (1977) указано, что район Прикарпатья населяли хорваты, образовывавшие большой племенной союз. Союз восточных славян распался примерно в XII веке. Поскольку к территории северного Прикарпатья относится нынешняя Львовская и часть Тернопольской области, становится понятным, что предками современных носителей поднестровского диалекта были белые хорваты, а не уличи. Последние жили в Нижнем Приднепровье, Побужье и на берегах Чёрного моря. Учёные полагают, что под натиском печенегов уличи были вынуждены мигрировать на север. Кроме того, как справедливо отмечает Федот Жилко, соседями дулебов на севере были хорваты, которые жили в бассейне верхнего Днестра и в Подкарпатье.
Таких же взглядов придерживается и историк Лев Войтович, который указывает на то, что после переселения части хорватов в Паннонию и Далмацию остальные хорватские племена в IX—X вв. расположились в области от среднего течения Днестра на востоке до верхнего течения Вислы и Лабы на западе. В IX в. хорватские территории вплоть до реки Стрый входили в государство Святополка Моравского, а в конце X века земли карпатских хорватов вдоль Днестра и Сяна были присоединены к Киевской Руси Владимиром Святославичем. Следовательно, к середине X столетия Белая Хорватия протянулась от истоков Вислы через бассейн Сяна примерно до среднего течения Днестра и верхнего течения Прута.
По утверждению Гавриила Шило, подольский диалект в своей основе является не более чем одним из поднестровских говоров, имеющим лишь некоторые черты южно-волынского диалекта и юго-восточного наречия. Не соглашается с мнением Г. Шило Олекса Горбач. Поднестровский и подольский диалекты — это две отдельные самостоятельные системы, которые имеют свои характерные особенности и признаки. Поднестровский диалект разграничивается с подольским многочисленными лексическими изоглоссами.

### Ареал поднестровского диалекта в прошлом
Ареал поднестровского диалекта первоначально обозначился в границах Звенигородской земли (VIII—X вв.), позднее — Звенигородского княжества (XI—XIII вв.), а затем — Львовской земли (XV—XVII вв.). В зависимости от различных исторических факторов на территории распространения поднестровского диалекта происходили интенсивные афронтальные контакты различных диалектных элементов и фронтальные контакты с соседними волынским, подольским, бойковским и покутским диалектами.
Принадлежность ареала поднестровского диалекта к территории Русского воеводства на протяжении нескольких столетий отразилась на смещении его изоглосс в сторону ареала бойковского диалекта, а также в юго-восточном направлении — к покутскому диалекту. Именно поэтому его современная граница с бойковскими говорами весьма нечёткая. В настоящее время ареал бойковского диалекта под давлением поднестровских говоров сдвигается на юг.
Так, Дмитрий Бандровский в своей работе, посвящённой говорам бывшего Подбужского района Львовской области, которые принадлежат к северным говорам бойковского диалекта, делает убедительный вывод об их фонетических особенностях: «…фонетическая система говоров Подбужского района, как и смежных подкарпатских районов, утрачивает фонетические черты бойковских говоров и приближается к фонетической системе поднестровских говоров». О том, что поднестровский диалект ощутимо влияет на бойковские говоры, свидетельствуют многочисленные поднестровско-бойковские лексико-семантические изоглоссы. Согласно предыдущим подсчётам, свыше 30 % лексем поднестровских говоров употребляются и в бойковском диалекте.
Когда-то поднестровский диалект был более употребителен на юго-востоке (в бассейне Днестра по направлению к ареалу покутско-буковинского диалекта). На территории Покутья он распространился вплоть до барьера языкового общения — северной границы Молдавского княжества, а ныне — северной границы ареала буковинского говора.
Политическая граница, существовавшая между Волынью и Галицией, оставила заметный след в языке обитателей этих земель.

## Фонетика
К фонетическим особенностям поднестровского диалекта относятся:
- шестифонемная структура ударного вокализма[59]:

- варьирование безударного вокализма в зависимости от степени противопоставления фонем о : у, е : и, і : и и от особенностей каждого говора[60]:

первый тип является наиболее распространённым;
- трансформация а (которое произошло из *а, *ę) после мягких согласных в е, і, и (гарьи́чий, дє́кувати, сажі); в некоторых говорах подобный переход происходит только под ударением;
- уканье (коулиха́ти, бжула́, ско́ру);
- трансформация безударного гласного е в і (и) после мягкого согласного (спéч'іна, ти́х'і);
- наличие протетического согласного в (ў) перед о, у и і (←*о) (ворі́х, вогіро́к, віс);
  - в ряде случаев на месте протетического в появляется л (лота́ва «отава», ло́кунь «окунь»);
  - перед начальными а, і часто встречается протетический й (йакура́т, йінди́к);
- сохранение мягкости шипящих шь, чь и, соответственно, древнего е после них (ш’éстий, вечєрíти);
- на месте древних слогов ки, хи в безударной позиции развились слоги кі, хі (глибо́кій «глибокий»), в ударной — кє, хє (лихє́й «лихий»);
- трансформация буквосочетания ій в і (віт «війт»);
- неодинаковое развитие сочетания губной согласный + j:
  - сохранение этого сочетания (свйа́то, цвйах);
  - утрата j с последующим смягчением губного согласного (жа́бічий, цвях);
  - утрата j без последующего смягчения губного согласного (цвах, свато);
  - появление на месте j эпентетического ль, реже — нь (здоровлє, памніть);
- различная рефлексация рь — как рь, рй или р (зоря, зорйа, зора);
- оглушение звонких согласных в конце слова и перед глухими согласными;
- функциональное ослабление фонемы [в] в одних позициях (в начале слова может утрачиваться — паў «впав», мі́ти «вміти», а в слоге ви заменяться на м — дамно́, рі́мний) и усиление в других позициях (твердый л в конце слова и слога часто заменяется на в/ў — пóпіў, стіў, гоўка);
- функциональное усиление отдельных фонем:
  - дж, дз (сáджє «сажа», дзерно́ «зерно», дзеилений);
  - кь, ґь вследствие трансформации ть в кь, дь в ґь (скіна́ «стіна», наґійя «надія»);
  - ґ — в заимствованных словах и вследствие трансформации к → ґ (смирéґа, гадю́ґа);
  - ф (фали́ти, фо́рий, фі́ра);
- неодинаковое развитие древних сочетаний *trъt как -ир (кирни́ця), -ри (крива́вий, дрива́), -ро (бро́ви);
- утрата долготы мягкими согласными в формах существительных среднего рода (жикє́, насíнє);
- утрата мягкости ць в конце слова (хло́пиц, жнец);
- неодинаковое развитие отдельных древних гласных — *о → а (зазу́ля), распад звукосочетания лн на л:, н: (ме́лник > ме́л: ик, ме́н: ик), трансформация рн в рл (терни́ця > терли́ця);
- в ряде говоров конечные г, й ослаблены или же полностью исчезают (порі «поріг», сні «сніг», гроше «грошей», ті га́рні «тій гарній»);
- произношение мягких согласных зь, сь, ць, дзь с большей степенью мягкости, чем в других диалектах и литературном языке.

Ударение в поднестровском диалекте динамическое. Особенностью является наличие парокситонического ударения в местоимениях (мо́го, тво́го), глаголах 1-го лица II спряжения (хо́джу, про́шу, изредка — си́джу, ле́чу), некоторых существительных (тру́на, коче́рга), а также наличие двух вариантов ударения в глаголах (пі́ду — піду́, пі́де — піде́, пі́демо — піде́мо и другие).

## Грамматика и словообразование
Специфику поднестровского диалекта в грамматике создаёт набор окончаний и средств формообразования изменяемых частей речи, в частности:
- окончания существительных:
  - женского рода творительного падежа единственного числа -оў, -еў, изредка -ом, -ем (зеимле́ў, душе́ў, голово́ў, ного́м, со́лем), в родительном падеже единственного числа -и (ріли́, зеимли́, но́чи, любо́ви), в родительном падеже множественного числа -іў, изредка -уў (бабі́ў, козі́ў, козуў);
  - мужского рода — в дательном падеже единственного числа с основами на твердый согласный -ови (бра́тови), с основами на мягкий согласный -еви, -ови (коне́ви, коно́ви), в форме творительного падежа единственного числа -ом, реже -ем (коно́м, дошче́м), в форме местного падежа единственного числа -і, -и (на ду́бі, у кінци́), в форме дательного падежа множественного числа -ом, -ем, -ім (коні́м, коне́м. коно́м), в форме творительного падежа множественного числа -ами, -еми, -ема, -іма (гостя́ми, гостє́ми, гостє́ма, гості́ма), в форме местного падежа множественного числа -ох (на зятьо́х; так же и существительные в форме множественного числа — на грудьо́х, на дверо́х);
  - среднего рода прежних существительных t-основы — у род. в. одн. -(ат’)і, -(ат’)а, -(ат)а (тел’áт'і, тел’áт’а, тел’áта), в д. п. ед. ч. -(ат)у, (ат’)у, (ат)ові; в ор. в. одн. -(ат’)ом, -(ат)ом;
- в прилагательных наличие кратких форм в именительном падеже единственного числа мужского рода (до́бри), дательном и местном падежах единственного числа женского рода (мо́лоді «молодій», также — местоимения-прилагательные); ассимилятивные изменения при образовании форм превосходной степени сравнения прилагательных (моло́ч: и);
- в числительных — формальная структура числительных оде́н, йіде́н, йеде́н, шти́ри, одина́йціть (йедина́йцік); форма творительного падежа двума́; образования составных числительных по модели піўтретя́, піўчвертá, девйідесє́ть (девидесє́к), дві́ста и два́сто;
- в местоимениях — сохранение древних энклитических форм дательного падежа ми «мені», ти «тобі»; личных форм — винительного падежа не́го «його», творительного падежа неў, тоў «нею», «тією»; указательного местоимения тамто́й «той»;
- в спряжении глаголов: инфинитив на -чи от глаголов с основой на заднеязычный согласный (пе́чи, стри́хчи); формы 1-го и 2-го лица единственного числа настоящего времени: лє́йу, лє́йіш, 3-го лица единственного и множественного числа с конечным т (хо́дит — хо́дят); параллельное употребление окончаний 1-го лица множественного числа настоящего времени -мо и -м (несе́мо/несе́м, хо́димо/хо́дим); нулевое окончание в форме 2-го лица единственного числа настоящего времени атематических глаголов (дась, йісь «даси», «їси»); параллельное образование форм 1-го лица единственного числа будущего времени бу́ду бра́ти и бу́ду браў, 1-го лица единственного и множественного числа прошедшего времени ходи́ў и ходи́ўйім, ходи́вем, роби́ли и роби́лисмо; формы условного наклонения по модели даў бим, даў бис.

Специфика поднестровского диалекта в словообразовании обусловлена:
- наличием локальных аффиксов -май, -мак (глушма́й, глушма́к «глухий»), -кут (ліўку́т «лівша»), -уйемци (покрадуйе́мци «крадькома»);
- функциональным усилением отдельных аффиксов -иск(о) (льо́ниско, віўси́ско «поле після льону, вівса»), -анк(а) (барабольа́нка «листя картоплі»), -а́льник (копа́льник «копач»)[61].

## Лексика
Зиновий Бычко в своём исследовании «Лексика поднестровского диалекта» выделил следующие основные способы номинации лексики в данном диалекте:
- семантическая деривация — плахта, верето, рядно;
- аффиксальное словообразование — обгортка, фарбаня;
- словосложение — заячий холодок.

В поднестровском диалекте часто наблюдаются семантические переходы и смещения — как в пределах одного говора, так и в различных говорах. Например, семема усадьба в некоторых говорах может обозначаться лексемой ґрунт, в других говорах имеющей значение «земля, которая принадлежит хозяйству». Последняя семема более распространена по сравнению с первой.
В северной части диалекта отсутствует семантическая дифференциация в слове чердак. Однако в говорах Бережанщины семема «чердак над домом» обозначается лексемой кишки, а семема «чердак над хлевом» — горище. Подобное наблюдается и в семантической структуре лексемы ванькир. В одних говорах она может представлять собой семему «малая комната», в других наблюдается сужение семантики в направлении «малая комната» → «спальня» → «кухня» (Стрыйщина, Жидачовщина). Таким образом, диалектный поднестровский лексический материал является благодатным в плане выявления динамики лексико-семантической системы. Есть говоры, где слово мисник имеет только значение «шкаф для тарелок», однако встречаются случаи, когда это слово употребляется в более широком значении — «шкаф для посуды» без какого-либо семантического выделения.
Часть диалектной поднестровской лексики может дифференцироваться в зависимости от возраста носителей диалекта. Так, для речи старшего поколения характерны слова мари, нарка, креденц, софіт, софа, вуйко и стрийко, а речи младшего поколения свойственны лексемы піджак, буфет, стела, тапчан, дядько.
Семантическая система лексики поднестровского диалекта открыта и пополняется прежде всего словами литературного языка, а также активно впитывает иноязычные заимствования; значительная часть проанализированной лексики уже отошла в пассивный словарный запас, её использование присуще сегодня только речи старшего поколения. Анализ диалектной лексики Поднестровья выявил значительное количество изоглосс, которые продолжаются в бойковском, волынском, буковинском, подольском и посанском (надсанском) диалектах. Понятно, что существует огромное количество общих явлений, которые фиксируются даже в дистактных с поднестровским диалектах. Об этом свидетельствуют соответствующие диалектные словари и Атлас украинского языка.
Ареалогическая характеристика исследуемой лексики даёт основания утверждать, что словарь поднестровского диалекта на сегодняшний день является чёткой и структурализованной динамической лексико-семантической системой, а сам ареал диалекта отражает определённую тенденцию к расширению в направлениях бойковского и, отчасти, волынского диалектов (И. Г. Матвияс, Г. Ф. Шило, М. Онишкевич, С. Ф. Бевзенко).

### Заимствования
Подавляющее большинство лексем имеет общеславянские корни, а часть из них распространена в восточнославянских языках (гора, стодола, хата, сорочка, куйко). В то же время в лексике исследуемого диалекта бытует значительное количество заимствований, — в частности, из польского, немецкого, словацкого, венгерского и других языков.
Из польского языка поднестровскими говорами были заимствованы слова варґа (губа), варґатий (губастый), вендзідло (удилище), відельці (вилка), гарбата (чай), ґудз (узел), дзюра (дыра), запалка (спичка), застрик (укол), змулоцько (человек, который молотит цепом), їнчити (кричать), кобіта (женщина), нендза (нужда), нецькі (корыто), мидлиця (таз), позлітка (фольга), стонґа (лента), таний (дешёвый), тлушч (жир), цвинтар (кладбище).
Многие лексемы поднестровского диалекта заимствованы из церковной сферы. Шестивековое пребывание Галиции под мощным влиянием польского языка оставило след и в поднестровских говорах. Все западные лексические заимствования (многочисленные немецкие, отчасти итальянские и французские) пришли через польский язык, что отразилось в том числе и в ударении. Полонизмы составляют едва ли не наиболее многочисленную группу заимствований. Через польский язык в диалект пришли религиозные, медицинские и общественные термины, даже англицизмы и некоторые богемизмы. Характерные примеры полонизмов — это выражения из общественно-товарной и административно-политической областей, из терминологии торговли, ремёсел и разные по эмоциональной окраске слова.
Немецкие заимствования начали проникать в поднестровский диалект с XIV столетия, например, вінчувати, банта; к числу более поздних принадлежат лексемы байцувати, бамбетель. Как отмечает Роман Смаль-Стоцкий, германизмы — это выражения из военного быта, политической и общественной жизни, из области ремесленной терминологии, торговли, городского быта, хлебопашества и тому подобные. Среди германизмов есть немало выражений, распространённых во время немецкой оккупации в годы Великой Отечественной войны. Сегодня наиболее употребительными в исследуемом диалекте являются германизмы гарасівка (красная лента к воротнику рубашки), гафтка (проволочная застежка), деко (дека), зацерувати (заштопать), зицирувати (муштровать), клюцкі (лапша), мутра (гайка на оси воза), пляц (место), рипитувати (громко плакать), рубзак (рюкзак), цайґ (хлопчатобумажная ткань), цуґ (сквозняк), цвібак (печенье), шнайза (просека), шубир (заглушка в трубе), шуба (пена), шуфриґіл (задвижка) и многие другие.
Румынизмы в поднестровском диалекте служат преимущественно для обозначения названий одежды, пищи, терминов быта пастухов: гурма (толпа), ґазда (хозяин), ґірдан (женское украшение на шею), джаґан (кирка), задзіндоритися (стать тщеславным), килавий (больной грыжей), кулястра (молозиво), малай (кукурузный хлеб), манькут (нищий), мамалиґа (каша из кукурузной муки), румигати (пережевывать), сафандула (недотёпа), фуяра (свирель), цабанити (трудно нести).
Через Карпаты также проникали мадьяризмы: баґа (табак), ґанч (порок, недостаток), дериш (чалый конь), загирити (забросить, спрятать).
Преимущественно как названия одежды, обуви, других реалий в поднестровском диалекте фиксируются лексические элементы тюркского происхождения: булан (лошадь желто-красной масти), галька (юбка), ясік (небольшая подушка), мешти (туфли), пайда (большой кусок хлеба), товар (скот), цибух (черенок в люльке с табаком), чічі (украшение), шайка (банда).
В исследуемом диалекте бытует лексика, проникшая из идиша: бахур (подросток), гаман (нищий), ярмурка (шапка), кантар (уздечка без удил), капцан (опустившийся человек), кучки (праздник), маца (блюдо), миція (невидаль), мишігин (не в своем уме), пейси (бакенбарды), пуриц (высокомерный парень), сабаш (выходной день), скапарити (сварить как угодно), шубравиц (гадкий человек).

## История выделения и исследования

### История выделения поднестровского диалекта
Впервые поднестровские говоры, средоточием которых является город Галич, выделил Яков Головацкий в 1848 году в докладе «Исследование о языке южнорусском и о его наречиях», а также в учебнике 1849 года «Грамматика русского языка». Согласно учёному, поднестровские говоры вместе с буковинскими и гуцульскими образуют галицкое, или поднестровское, наречие. Так как в то время подробное изучение диалектов украинского языка ещё не началось, Я. Головацкий смог представить только схематическую характеристику украинских наречий, а не анализ отдельных конкретных диалектов. Однако осуществлённое им разделение украинской живой народной речи в целом не противоречит современному членению украинского языкового континуума.
Александр Потебня не занимался специально выявлением группировки диалектов, а лишь попутно указал среди других и на поднестровский, по его терминологии — «галицкий». Учёный объяснил образование в галицком и вообще юго-западных диалектах окончаний творительного падежа единственного числа -ов, -ев.
Как сегодня отмечают диалектологи, в XIX в. самым основательным исследованием диалектного членения украинского языка был труд Константина Михальчука «Наречия, поднаречия и говоры Южной России в связи с наречиями Галичины», написанный в 1871 году. К. Михальчук выделял наречия и диалекты не только по чисто языковым признакам, но и учитывая ареалы расселения в прошлом восточнославянских племён, различные миграционные факторы более позднего времени, этнографические сведения, топографические особенности соответствующей территории и тому подобное. На первой лингвистической карте диалектного украинского языка К. Михальчук назвал галицким то поднаречие, которое входит в русинское наречие. Границы ареала поднестровского диалекта, которые обозначил учёный, почти совпадают с теми, что очерчены на основе современных сведений. Михальчук отграничивал исследуемые говоры от других диалектов (подольско-холмского, карпатского) условной линией, проходившей примерно между населёнными пунктами Перемышль — Борислав — Долина, а дальше на юг — Карпатским хребтом. На работы К. Михальчука опираются и современные исследователи, занимающиеся проблемой диалектного членения украинского языка.
Положив в основу лишь один фонетический признак (разное отражение этимологических о, е в исторически новых закрытых слогах), Александр Соболевский в работе «Опыт русской диалектологии: 3. Малорусское наречие» разделил украинский язык на два поднаречия: северно-малороссийское и украинско-галицкое. В последнем поднаречии учёный выделил и охарактеризовал галицкий, то есть поднестровский диалект.
Алексей Шахматов в исследовании «К вопросу об образовании русских наречий» (1894 год) наиболее распространённый в Галиции поднестровский диалект называет «галицким».
Агафангел Крымский и Алексей Шахматов в совместном труде «Очерк истории украинского языка», анализируя, по их терминологии, «западнорусское наречие», указали в основном на диалектные признаки поднестровских говоров: обособление частицы -сі, -ся (я ся бою), различия в ударении (хо́джу, прине́сла), твёрдое -т- в 3-м лице глаголов (ходит), твёрдое окончание на -ій (третий, трета, трете).
Иван Зилинский в работе «Попытка упорядочения украинских диалектов» (1914) в западном поднаречии выделяет также и поднестровские говоры, называя их «опольским диалектом». Учёный обозначил границы ареала этого диалекта условной линией, проходящей через следующие пункты: Рава-Русская  — р. Западный Буг — Золочев — Тернополь — Теребовля — Чортков — р. Днестр — Калуш — Болехов — Борислав — Самбор — Яворов — Рава-Русская.
Границы распространения диалекта, проведённые И. Зилинским, в основном совпадают с современным обозначением его ареала. Однако новейшие исследования свидетельствуют о том, что говоры, распространённые между реками Серет и Збруч, Зилинский относит к подольскому диалекту неоправданно. Зафиксирован ряд изоглосс, объединяющих подольский диалект и говоры, бытующие между реками Серет и Збруч. В то же время существует немало изоглосс, разграничивающих эти диалекты.
Наряду с волынским и буковинским диалектами Кароль Дейна выделял также и опольский диалект, приводя одновременно немало фонетических изоглосс. По его мнению, появление волынско-опольской диалектной границы обусловлено историческими границами разных времён. На востоке поднестровские говоры отделены от подольских густым пучком изоглосс, тянущихся вдоль р. Збруч. Эти черты К. Дейна также связывает с давними историческими границами.
Гавриил Шило отмечал, что уже в XVI веке существовала дифференциация между южноволынским и поднестровским диалектами. Как К. Дейна, так и Г. Шило относят говоры, бытующие между реками Серет и Збруч, к поднестровским, тогда как исследователи более раннего периода причисляли их к подольским. К. Дейна обозначил границу между опольским и подольским диалектами, а также частично между волынским и опольским. Чётко отмечается разграничение поднестровского диалекта со смежными посанским, покутско-буковинским, подольским и другими диалектами юго-западного наречия в специальных научных монографиях и в современных пособиях по украинской диалектологии.
М. Наконечный выделяет поднестровский диалект в «Программе по украинской диалектологии». Ф. Жилко также выделяет в юго-западном наречии опольский диалект. Традиционные границы исследуемого диалекта отмечаются в учебных пособиях Й. Дзендзелевского и И. Матвияса.
Ярослав Рудницкий в исследовании «Украинский язык и его диалекты» ареал поднестровского диалекта на востоке (в области столкновения с подольским диалектом) ограничивает рекой Серет. Территорию между Серетом и Збручем Рудницкий относит, по тогдашней традиции, к подольскому диалекту.
Емельян Омецинский, выделяя поднестровский среди соседних диалектов на севере и на юге, в работе «Язык Тернопольщины» приводит важнейшие признаки, объединяющие исследуемые говоры в один диалект. Учёный также пишет, что область распространения поднестровского диалекта тянется на восток до реки Збруч, южная её граница проходит не по реке Днестр, а на север от неё по условной линии Скала-Подольская — Толстое — Язловец и далее на запад. Северная граница с волынским диалектом обозначается условной линией Броды — Заложцы — Збараж — Подволочиск.

### История исследования поднестровского диалекта
Изучение поднестровского диалекта началось в 1848 году, когда профессор Львовского университета Яков Головацкий выступил с докладом «Исследование о языке южнорусском и его наречиях», в котором значительное внимание уделил современному поднестровскому диалекту (по терминологии Я. Головацкого, «галицкому или поднестровскому наречию»). Яков Головацкий включал в ареал поднестровского диалекта территорию от верховьев Ломницы и Быстрицы, Черногоры до рек Стрипы, Липы и вершин Гологор. В качестве основных признаков поднестровского диалекта учёный приводил переход а в е, а также окончаний -оу, -еу в форме творительного падежа единственного числа существительных женского рода. Учёный очертил условные линии, разделяющие волынско-подольское и поднестровское наречия, поднестровское и горное наречия. Некоторые границы ареалов Яков Головацкий уточнил, назвав другие населённые пункты.
Поднестровским говорам посвятили монографии такие выдающиеся языковеды, как Дмитрий Бандровский, Иван Верхратский, Олекса Горбач, Константин Киселевский, Василь Лев, Михал Лесёв, П. Приступа, Ярослав Пура, Ярослав Рудницкий, Гавриил Шило, Кароль Дейна, Ян Янув.
Иван Верхратский составил объёмные списки диалектных слов, в его работах представлены образцы живой речи разных жанров из ареала поднестровского диалекта. И. Верхратский изучал отдельные гнёзда и варианты поднестровских говоров (батюцкие, северо-западные); в частности, он косвенно проанализировал батюцкие говоры окрестностей Жолквы, Равы-Русской, Яворова и других населённых пунктов. Учёный исследовал также отдельные говоры, бытующие в бассейне Вислы (на юго-западе современной Львовской области).
Гавриил Шило создал словарь поднестровских говоров. Помимо северноподнестровских, он рассматривает также среднебужанские, подольские, переходные с волынскими и южноволынскими говоры. Объектами изучения П. Приступы были переходные говоры средненадбужанских населённых пунктов, расположенных в окрестностях Жолквы и Куликова к северу от Львова. Ярослав Пура рассматривает западноподнестровские, переходные с бойковскими, западнобойковские и восточные посанские говоры. Юго-западные говоры окрестностей Самбора и западнобойковские говоры окрестностей Турки проанализировал Дмитрий Бандровский.
Немало основательных и чрезвычайно глубоких работ по украинской диалектологии, посвящённых, в частности, поднестровским говорам, принадлежат перу Ярослава Рудницкого. Самые главные из них — «Украинский язык и его диалекты», «О бойковско-поднестровской языковой границе», «Львовский диалект». Исследование «Львовский диалект» написано на немецком языке, первое его издание увидело свет в 1943 году, второе — в 1952 году. Я. Рудницкий доказал, что украинским диалектологам необходимо изучать не только говоры сельских населённых пунктов, но и особенности употребления диалектной лексики в городах. Эта работа — первое исследование не только языка Львова, но и вообще первое исследование диалекта украинского города. Она включает культурно-исторические и культурно-географические размышления автора, а также замечания о методологии научного исследования такого типа. Далее следует обстоятельное описание диалекта города с точки зрения фонетики, морфологии, синтаксиса, исторического развития тенденций львовского диалекта. Одна из важнейших мыслей учёного — правомерность употребления термина «львовский диалект», а не «львовский говор» (последнее обозначение больше подходит для диалектной системы отдельных сёл). В конце работы прилагаются образцы львовской речи, объёмный словарь и карта украинских диалектов, в основе которой лежит диалектное членение украинского языка, разработанное профессором И. Зилинским. Хотя учёный сознательно ограничился исследованием лишь одного львовского предместья — Знесенья, это позволило ему сделать вывод о том, что львовский диалект — результат сосуществования разных диалектных систем. Значительное внимание в этой работе уделено лексической и семантической системам диалекта Львова. Я. Рудницкий выделил, например, ряд специфичных слов, присущих диалекту львовян: бадилькі («волосы»), хавіра («дом»), фалювати («идти»), капувати («понимать»), сумер («хлеб»), тримати штаму («дружить») и другие.
Однако приведённые лексемы ныне не употребляются в речи львовян, их можно классифицировать как лексические анахронизмы. Некоторые слова и словосочетания (такие как лоха дерти — «насмехаться», шпарґа — «стычка», шукати ґудза — «искать зацепку») сегодня всё же можно услышать как в львовском диалекте, так и в других говорах Львовщины.
Константин Киселевский гипотетически проводит границы ареала поднестровских говоров линией, проходящей через следующие населённые пункты: Хыров — Рудки — Щирец — Жолква — Золочев — Озерная — Гусятин — Залещики — Перегинское — Болехов — Хыров. Учёный выделяет отдельную группу поднестровских говоров, так называемые батюцкие говоры, о которых И. Верхратский писал, что они являются поддиалектом поднестровского.
Олекса Горбач, помимо описания отдельных говоров, бытующих в окрестностях Теребовли, Перемышля, Комарно, прилагает к своим работам объёмные диалектные словари. Границу ареала поднестровского диалекта он обозначает условной линией, проходящей через следующие населённые пункты: Хыров — Мостиска —- Яворов — Рава-Русская — Червоноград — Зборов — Микулинцы — Каменец-Подольский — Залещики —Тлумач — Перегинское — Долина — Болехов — Хыров. В сфере лексики учёный выделил и проанализировал много тематических и лексико-семантических групп: «тело, приметы человека, гигиена и медицина», «одежда», «обувь», «пища и её приготовление», «дом, строения», «сад, огород», «метеорология», «животноводство», «животноводство», «фауна», «обработка материалов», «семейная и общественная жизнь», «поверья, обряды».
Михаил Лесёв отмечает, что «посанско-поднестровская языковая граница проходит частично по территории Польши, а именно: по северной части бывшего Любачувского повята и по южной окраине бывшего Томашувского повята». Лингвист на конкретных примерах выявляет и описывает системные языковые черты, считающиеся характерными для поднестровских говоров в целом. По мнению М. Лесёва, некоторые слова разделяют ареал поднестровских говоров на несколько частей. Об этом подробно пишет и К. Дейна, разделяющий поднестровский диалект на западную и восточную (западноподольскую) части.
Обзор парадигмы изучения территориальной лексики поднестровского диалекта среди прочих в 2010 году осуществил Зиновий Бычко.

### Название диалекта
Название «поднестровский диалект» в наши дни наиболее распространено среди украинских учёных, однако высказывается немало замечаний относительно неоднозначности этого термина. С его критикой выступал Зиновий Бычко:

Во-первых, когда говорим «поднестровский диалект», собеседник, незнакомый с украинской диалектологией, безусловно, будет представлять себе расположение этого диалекта вдоль всей реки Днестр. Однако эта самая крупная река Галиции имеет протяженность более 1300 км. Течение Днестра также делится на верхнюю, среднюю и нижнюю части. Нижняя часть реки связывается с бессарабскими, степными говорами украинского языка. Сам же поднестровский диалект, как известно, занимает лишь территорию верхней и средней частей течения главной водной артерии Галиции. Итак, становится понятным тот факт, что к термину «поднестровский диалект» привязывать гидроним будет алогично.
Во-вторых, ареал поднестровского диалекта довольно обширен. Его северная граница проходит достаточно далеко от самой реки Днестр через Раву-Русскую, Каменку-Бугскую, Буск, Золочев, Збараж. Южная линия-граница тянется через Добромиль, Старый Самбор, Борислав, Болехов, Надворную, Долину. Она также удалена на значительное расстояние от Днестра. Учитывая всё это, нецелесообразно изучаемый ареал называть «поднестровским». Возникает второй вопрос: можно ли называть его «галицким диалектом»? Ведь территория распространения поднестровских говоров и основном совпадает с территорией Восточной Галиции. Считаем, однако, что нет. Поскольку Восточная Галиция является более широким, родовым понятием, то, разумеется, это широкое название нецелесообразно переносить на меньшую территорию, которую образуют большие части Львовской, Тернопольской и северная часть Ивано-Франковской областей.
Оригинальный текст (укр.)
По-перше, коли говоримо «наддністрянський говір» співрозмовник, необізнаний з українською діалектологією, безперечно, буде собі уявляти розташування цього говору вздовж усієї те річки Дністер. Однак ця найбільша річка Галичини має довжину понад 1300 км. Течія Дністра також поділяється на верхню, середи нижню частини. Нижня частина річки пов'язується з бессарабськими, степовими говірками української мови. Сам же наддністрянський говір, як відомо, займає лише територію верхньої та середньої частин течії найголовнішої водної артерії Галичини. Отже, стає зрозумілим той факт, що до терміну «наддністрянський говір» прив'язувати гідронім буде алогічно.

По-друге, ареал наддністрянського говору доволі обширний. Його північна межа проходить досить далеко від самої річки Дністер через Раву-Руську, Кам'янку-Бузьку, Буськ, Золочів, Збараж. Південна лінія-межа тягнеться через Добромиль, Старий Самбір, Борислав, Болехів, Надвірну, Долину. Вона також віддалена на чималу відстань від Дністра. Зважаючи на все це, недоцільно, досліджуваний ареал називати «наддністрянським». Виникає друге питання: чи можна називати його «галицьким діалектом»? Адже ж територія поширення наддністрянських говірок і основному збігається з територією Східної Галичини. Вважаємо, однак, що ні. Оскільки Східна Галичина є ширшим, родовим понятим, то, зрозуміло, цю широку назву не доцільно переносити на меншу територію, яку утворюють більші частини Львівської, Тернопільської та північна частина Івано-Франківської областей.

Название «опольский диалект» (наряду с новым термином «поднестровский») впервые появляется на карте украинских диалектов Ивана Зилинского. Яков Головацкий выделяет «поднестровское наречие» в своей грамматике украинского языка, а также в других работах, причисляя к нему и поднестровские говоры. Всеволод Ганцов в 1923 году употреблял только название «поднестровские диалекты», но в более широком понятийно-территориальном объёме: к поднестровским диалектам он причислял, по его терминологии, галицкие и буковинско-подольские говоры.
Польские диалектологи и сегодня употребляют оба названия. Кароль Дейна так объясняет смысл употребления названия «опольский говор»:

Можно использовать название «опольский» из-за того, что термин «поднестровский диалект» охватывает очень широкую территорию, поскольку по течению Днестра лежит ряд других диалектов.
Оригинальный текст (укр.)
Можна застосовувати назву «опільська» через те, що термін «наддністрянський говір» охоплює дуже широку територію, позаяк над Дністром лежить ряд інших говорів.

К. Дейна также считает, что название «поднестровский диалект» не отражает действительного положения, так как говоры, расположенные по течению Днестра, и не только на его южном берегу, но и в достаточно широкой полосе к северу от него, обнаруживают много признаков, объединяющих их с буковинскими говорами. По мнению учёного, говоры, бытующие между верховьями Днестра и Западного Буга, расположены в Ополье. Поэтому диалект, к которому эти говоры принадлежат по своим признакам, Кароль Дейна называет «опольским».
Владислав Курашкевич в «Очерке восточнославянской диалектологии» как основное название употребляет термин «опольские говоры». Емельян Омецинский последовательно использует термин «опольский диалект». Такое же название имеет поднестровский диалект в «Программе по украинской диалектологии» Николая Наконечного.
В монографии Ярослава Рудницкого встречается термин «опольские диалекты». Олекса Горбач в работе «Говор Комарно и Комарнянщины» заметил, что «также его [поднестровский диалект] неверно называли „опольським“ или „галицким“». Он не согласился с Каролем Дейной, приведя в качестве убедительного аргумента тот факт, что географическое Ополье — это лишь название «лесисто-холмистого Западного Подолья к востоку от Львова». В статье «Говоры Теребовльщины» О. Горбач приводит два названия как равнозначные: «поднестровские и опольские говоры». В «Энциклопедии украиноведения» этот учёный также выделил из юго-западной группы поднестровский диалект, однако привёл рядом в скобках название «опольский».
В современных украинских диалектологических исследованиях иногда в скобках указывается название «опольские говоры» наряду с основным «поднестровские». Например, Федот Жилко пишет: «Основными и, может быть, наиболее типичными для юго-западных диалектов являются поднестровские опольские говоры». Но уже в монографии «Очерк диалектологии украинского языка» встречается лишь название «поднестровские»: «Среди юго-западных диалектов наиболее характерными являются поднестровские говоры».
Прилагательное «опольский» происходит от географического названия «Ополье», которым обозначается вся западная часть Подольской возвышенности (Львовская, Тернопольская и Ивано-Франковская области).

## Членение поднестровского диалекта
В результате изучения значительного по объёму диалектного лексического материала в ареалогическом аспекте языковедами было установлено, что поднестровский диалект не является территориально целостным и однородным, а отчётливо членится на западную и восточную (река Свича — г. Золочев), а также на среднюю и южную зоны (среднее течение Днестра).
Поднестровский диалект условной линией разделяется на северную и южную части, которые, согласно «Атласу украинского языка», разграничиваются изоглоссами (первыми приводятся признаки северных поднестровских говоров, вторыми — южных):
1. фонетическое строение существительного блоха: блоха — блиха;
2. начальные согласные в существительном хвост: фіст — хвіст и фіст;
3. начальные согласные в наречии в сумерках: смерком — змерком;
4. наличие и отсутствие протетического согласного в перед гласным о: восінь, возеро — осінь, озеро;
5. словообразовательное строение существительного левша: лівкутник и малькутник — лівак и лівшак;
6. словообразовательное строение существительного молотило': бияк — билень;
7. словообразовательное строение существительного валёк: праник — пранник;
8. словообразовательное строение существительного гадюка: гадюга (с взрывным вторым г) и гадюка — гадюга (с взрывным вторым г) и гадина;
9. словообразовательное строение существительных — названий поля, отведённого под сельскохозяйственные культуры: льониско, гречаниско — ильнянка, гречанка;
10. форма 2-го лица единственного числа настоящего времени глаголов дать, есть: дась, їсь и даш, їш — даш, їш;
11. предлог через: без и через — через;
12. словосочетания типа поехал в лес: поїхав до ліси — поїхав у ліс и поїхав до ліса;
13. употребление слов со значением:
  1. чердак в доме: стрих, вишки и гора — під и стрих;
  2. корыто: нецьки — корито;
  3. качели: гойдалка и гойданка — колисанка и гойданка;
  4. напёрсток в косе: перстень — обручка и перстень[125];
  5. ремень, соединяющий две части цепа: капиці — вуголов, вуголово и капице;
  6. дятел: довбач и дятел — жовна, довбач и дятел;
  7. холодный день: зимний (день) — студений (день) и зимний (день)[126].

На основе нескольких признаков поднестровский диалект приблизительно по линии р. Свича — Золочев разделяется на западные и восточные поднестровские говоры (при противопоставлении первыми приводятся особенности западноподнестровских говоров, вторыми — восточноподнестровских):
1. фонетическое строение существительного кожа: скіра и шкіра — шкіра;
2. местоимение, указывающее на близкий предмет: той, та, те — сей, ся, се и той, та, те;
3. употребление слов со значением:
  1. кнута: батіг и бич — батіг[127];
  2. хороший: ладний и файний — файний[128].

## Поднестровский диалект в художественной литературе
Поднестровские говоры были использованы Якубом Гаватовичем в интермедиях в 1619 году. Черты этих говоров прослеживаются также в произведениях Ивана Вишенского, уроженца Судовой Вишни, нынешней Львовской области, на пограничье посанских и поднестровских говоров, около 1545 года, и в произведениях некоторых других западноукраинских авторов, писавших на старом украинском литературном языке.
Отчётливо видны признаки поднестровских говоров в сборнике «Русалка Днестровская» (1837), положившем начало особому направлению в развитии нового украинского литературного языка на основе юго-западных диалектов. Именно поднестровский диалект имел основное значение в развитии нового украинского литературного языка в Галиции. Здесь можно вспомнить не только «русскую троицу» с Маркианом Шашкевичем во главе, но и более поздних писателей, например, Ивана Франко, в произведениях которого так называемые галицкие диалектизмы в своей основе оказываются поднестровскими с пограничья с бойковскими.

### Западноукраинская литературно-языковая практика
Опольский диалект распространён в центре Галиции. Как отмечают исследователи И. Матвияс, О. Горбач, Ю. Шевелев, распространению ареалов опольских говоров способствовало и то, что во второй половине XIX — начале XX в. они объективно легли в основу западноукраинского (галицкого) варианта украинского литературного языка. Развитие национально-освободительных тенденций на западноукраинских землях усиливает влияние галицкого варианта в новом украинском литературном языке, формирующемся в том числе и на опольской основе. В начале XX в. усиливается влияние галицкого варианта литературного языка на восточноукраинский. Лексический состав современного украинского языка имеет широчайшую диалектную основу. Базой его, как известно, являются юго-восточные диалекты. Через галицкий вариант литературного языка в него попала определённая часть слов из юго-западных диалектов, в частности, из поднестровского (опольского).
О значении поднестровского диалекта в формировании галицкого варианта литературного украинского языка М. А. Жовтобрюх писал:

Роль поднестровского диалекта в формировании галицкого варианта литературного языка интересна, до сих пор не изучена и заслуживает серьёзного внимания. Возможно, вместо слова «галицкого» следует поставить «западноукраинского» варианта, поскольку этот вариант украинского литературного языка был распространён не только в Галиции, но и на Буковине. Думаю, что… стоит подумать и над тем, что из поднестровских диалектов вошло и в общий современный украинский литературный язык через западноукраинский вариант, а что непосредственно.
Оригинальный текст (укр.)Роль наддністрянського говору у формуванні галицького варіанта літературної мови цікава, досі неопрацьована й заслуговує на серйозну увагу. Можливо, замість слова «галицького» поставити «західноукраїнського» варіанта, оскільки цей варіант української літературної мови був поширений не тільки в Галичині, а й на Буковині. Думаю, що… варто подумати й над тим, що з наддністрянських говорів увійшло й до загальної сучасної української літературної мови через західноукраїнський варіант, а що й безпосередньо.

Хотя опольский диалект был базой для формирования лексико-семантической системы западноукраинского варианта литературного языка, в этом процессе были задействованы и другие диалекты юго-западного наречия.

## Пример
Скуморо́хи
Кули́с’ були́, так’і́ с’п’іваки́ скумуро́хи і віт то́гуо на́зва сила́//.

За кн’аз’і́у га́лицких і воли́нс’ких сило́ Скумуро́хи належа́луо до кн’аз’і́у Вуолуоди́мира Воли́нс’кого//. В 1772 ро́ц’і По́л’шчу рузд’іли́ли і сило́ Скумуро́хи прилу́чеино до Галичини //. Скумуро́хи були́ кн’а́жес’кі/с’:піваки́ кн’аз’і́у вули́нс’ких і вуни́ ус’іли́ тут в Скумуро́хах меижи́ л’іса́ми над р’іко́йу Бу́гом//. За кн’аз’і́у воли́нс’ких і га́лицких було́ тут неидале́ко віт Скумуро́х над Бу́гом м’істе́чко Прилу́ки//. Кулу́ то́гуо м’і́ста була́ ши́беиниц’а і веили́к’і з’в’іри́нец’//.

Над Бу́гом йе муги́ла тата́рска/ де була́ кули́с’ би́тва с тата́рами і там ку́па тата́р’іу була́ зни́шчеина//.

Р’і́чка Бух мін’а́ла три ра́зи свуйе́ кури́то-русло́.

За Пу́л’шч’і́ Скумуро́хи нале́жали до гра́б’а Д’ідуши́цкуго, в’ін ме́шкау на Путо́риц’і//.

### Сноски
1. ↑  Энциклопедия «Українська мова», «отдельная зона поднестровского диалекта известна также как опольский диалект».
2. ↑  См. также раздел Німецькомовні запозичення в південно-західніх говорах української мови, где содержится много лексического материала поднестровского диалекта, заимствованного из немецкого языка.
3. ↑  См. также раздел Границы с подольским диалектом.
4. ↑  О языке Львова см. отдельную статью uk:Львівська ґвара.
5. ↑  Записано Гавриилом Шило в 1953 году в селе Скоморохи Сокальского района Львовской области.